# Похлебаєв Євген Васильович
Євге́н Васи́льович Похлеба́єв (нар. 25 листопада 1971, м. Полтава, УРСР) — колишній радянський та український футболіст. Виступав на позиції правого півзахисника. Гравець національної збірної України. Майстер спорту (1990). Завершив кар'єру через важку хворобу.

## Біографія

### Кар'єра гравця
Футболом Євген вирішив займатися ще у юному віці і вже у сім років сам записався до дитячої спортивної школи. А сім років потому Ігор Вітрогонов запросив юного футболіста до дніпропетровського спортінтернату. Похлебаєв доволі швидко завоював місце у складі юнацької збірної СРСР, разом з якою здобув золоті медалі європейської першості 1990 року. 
Кар'єра Євгена розвивалася доволі стрімко — вже у 18 років він став гравцем основного складу «Дніпра», склавши грізний атакувальний дует зі своїм другом Сергієм Коноваловим. Футболістом цікавилися селекціонери провідних клубів пост-радянського простору, зокрема московський ЦСКА за тандем Похлебаєв-Коновалов готовий був викласти близько 100 тисяч доларів, що на той час були просто фантастичною сумою для дніпропетровської команди, проте Миколі Павлову вдалося вмовити гравців лишитися у рідному клубі.
І все ж з «Дніпра» Похлебаєв пішов. Однак пішов разом з великою кількістю друзів-партнерів по команді і не куди-небудь, а до київського «Динамо». За два з половиною роки у київському клубі Похлебаєв у складі "Динамо" завоював золото чемпіонату України, кубок України, грав в Лізі Чемпіонів, де відзначився переможним м'ячем у матчі з данським «Ольборгом».
У складі національної збірної України Євген Похлебаєв провів 14 поєдинків, жодного разу не відзначившись забитим м'ячем. Дебютний поєдинок у жовто-синій формі Євген провів 28 жовтня 1992 року зі збірною Білорусі (1:1).

### Хвороба
12 серпня 1997 року Євген вирушив додому. Зустрівши у ліфті сусідку, поскаржився на головний біль. А згодом сусідка почула шум у квартирі Похлебаєва, пішла подивитися, що трапилось, і знайшла його — непритомного. Вона викликала динамівського лікаря Берковського. Євгена відвезли до лікарні. Першим помилковим діагнозом лікарів була пневмонія, другим (вже коли Похлебаєв «відключився» та втратив координацію) — пухлина головного мозку. Насправді в організмі футболіста прогресувала рідкісна хвороба — герпетичний енцефаліт, що розвивався на фоні зниження імунітету. За тиждень реанімації Євген повністю втратив пам'ять, хоча фізично його організм не постраждав.
Дружина Вікторія покинула Євгенія, забравши дитину. «Динамо» забезпечило футболісту обстеження в провідних клініках Німеччини та необхідні ліки. Починаючи з 1999 року Євгену поступово почало ставати краще, пам'ять частково відновилася. 
У листопаді 2001 року Євген Похлебаєв вперше за чотири роки взяв участь у футбольному матчі, на любительському рівні. На майданчик його витягнув майстер парашутного спорту Тарас Лисенко, що теж переніс подібне захворювання. Два роки потому Євген взяв участь у традиційному міні-футбольному турнірі серед журналістів, відгукнувшись на пропозицію редакції газети «Український футбол».

## Досягнення
Клубні трофеї
- Володар Кубка Федерації футболу СРСР (1989)
- Фіналіст Кубка Федерації футболу СРСР (1990)
- Срібний призер чемпіонату України (1992/93)
- Триразовий чемпіон України (1994/95,1995/96,1996/97)
- Володар Кубка України (1995/96)
- Володар Кубка Чемпіонів Співдружності (1996)[4]

Здобутки у збірній
- * Чемпіон Європи (U-18) (1990)
- Бронзовий призер молодіжного чемпіонату світу (1991)

Індивідуальні досягнення
- Майстер спорту (1990)
- Потрапив до списку «12 найкращих» за версією газети «Український футбол» (1992/93)

## Сім'я
Батько — Василь Дмитрович (за фахом сантехнік), мати — Ольга Василівна (за фахом бухгалтер). Із колишньою дружиною Вікторією познайомився, навчаючись у дніпропетровському спортінтернаті. У шлюбі з нею має сина Михайла. Після хвороби Євгена, Вікторія залишила чоловіка напризволяще, забравши сина.